# Musée de l'Air et de l'Espace
Musée de l'Air et de l'Espace (česky Muzeum letectví a vesmíru) je francouzské muzeum věnované letectví a kosmonautice. Sídlí na nejstarším pařížském letišti Le Bourget. Některé exponáty jsou vystavené v halách, jiné pod širým nebem. Od roku 2009 je vstupné do stálé expozice zdarma, v roce 2008 muzeum navštívilo 274 678 lidí. Muzeum spravuje Francouzské ministerstvo obrany.

## Historie
Muzeum bylo založeno v roce 1919 z iniciativy inženýra Alberta Caquota (1881-1976). Exponáty se shromažďovaly v hangáru v Issy-les-Moulineaux. Muzeum bylo otevřeno v roce 1921 v Chalais-Meudon a 20. listopadu 1936 na Boulevardu Victor v Paříži. Během druhé světové války bylo muzeum zavřené. Po válce byly všechny exponáty z Boulevardu Victor převezeny zpět do Chalais-Meudon. V roce 1973 bylo otevřeno nové Letiště Roissy, takže se uvolnila plocha v Le Bourget, kam se muzeum přesunulo. První výstavní hala byla otevřena v roce 1975 a v následujících letech bylo otevřeno dalších několik hal. V roce 2008 byla otevřena galerie modelů.

## Expozice
V tzv. Velké galerii je vystaveno velké množství modelů a vyobrazení létání od Íkara, sbírka motorů a předmětů lehčích než vzduch (montgolfiéry, balony a vzducholodě), dále jsou zde exponáty zachycující vývoj letectví od jeho počátků do roku 1918 jako stroje Alberta Santos-Dumonta, Gabriela Voisina, Henri Farmana, Louise Blériota nebo Rolanda Garrose. Další exponáty představují období první světové války, např. SPAD S.VII, Nieuport 11 nebo Junkers D.I.

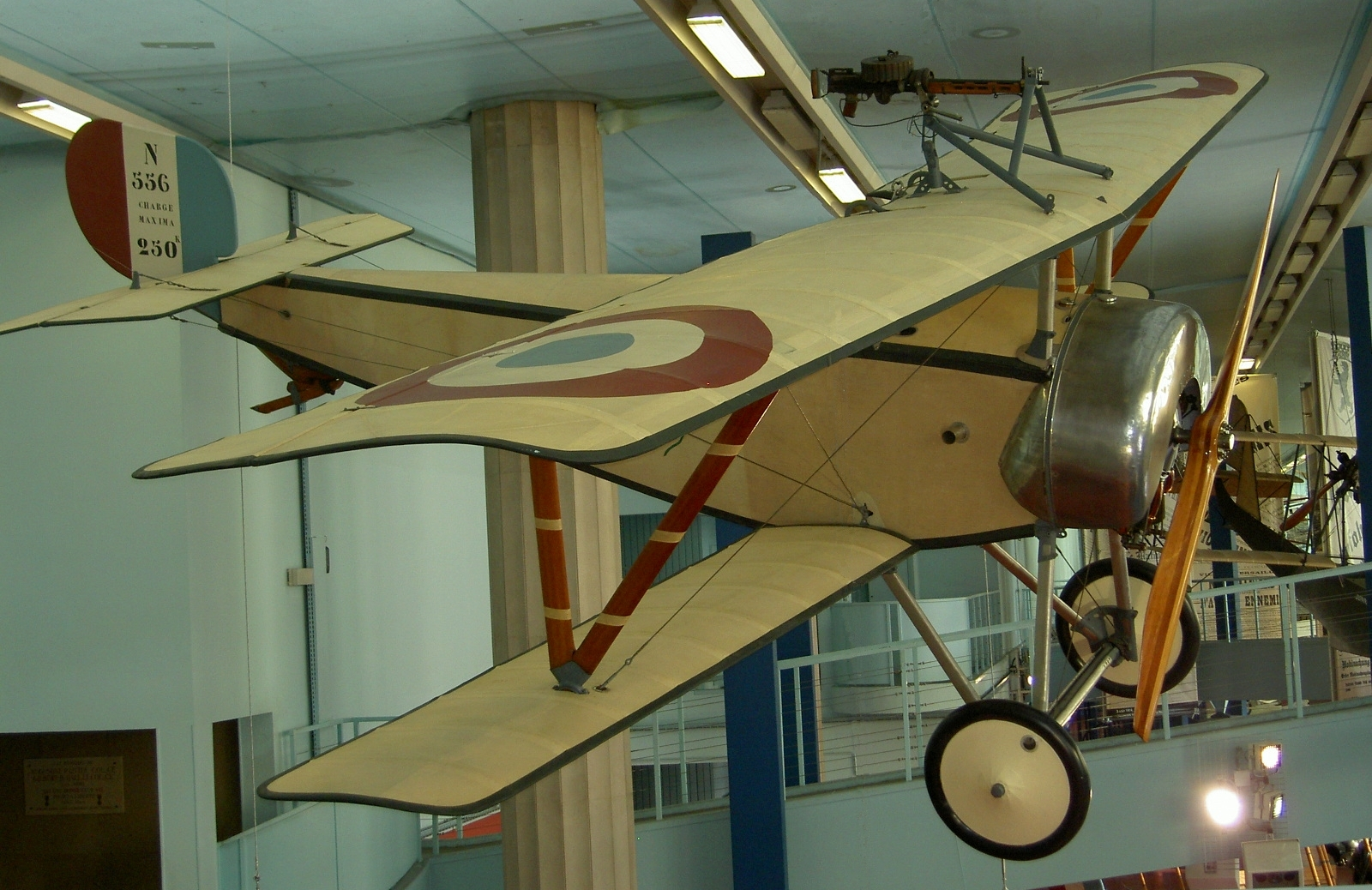
Nieuport 11

Z meziválečného období jsou zde např. ukázky HM-14.
Válečná letadla z druhé světové války pocházejí z Německa (Focke-Wulf Fw 190), USA (Republic P-47 Thunderbolt), Velké Británie (Spitfire), Sovětského svazu (Jakovlev Jak-3) i Francie (Dewoitine D.520).
V hale C a D se nacházejí prototypy francouzských letadel z poválečného období, např. Dassault Ouragan.
Vojenská letadla z poválečného období zastupují Dassault Mirage 2000 a Dassault Mirage III, Breguet Atlantic, Lockheed P2 V7 Neptune, MiG-21F, Saab 32 Lansen, F-104, F-105G, Fiat G.91, Saab Draken a Gloster Meteor.
Z civilního letectví jsou zastoupeny: dva Concordy, Boeing 747, Mercure, Boeing 727 firmy FedEx, Sud Aviation Caravelle, de Havilland Dragon Rapide, HFB 320 Hansajet.

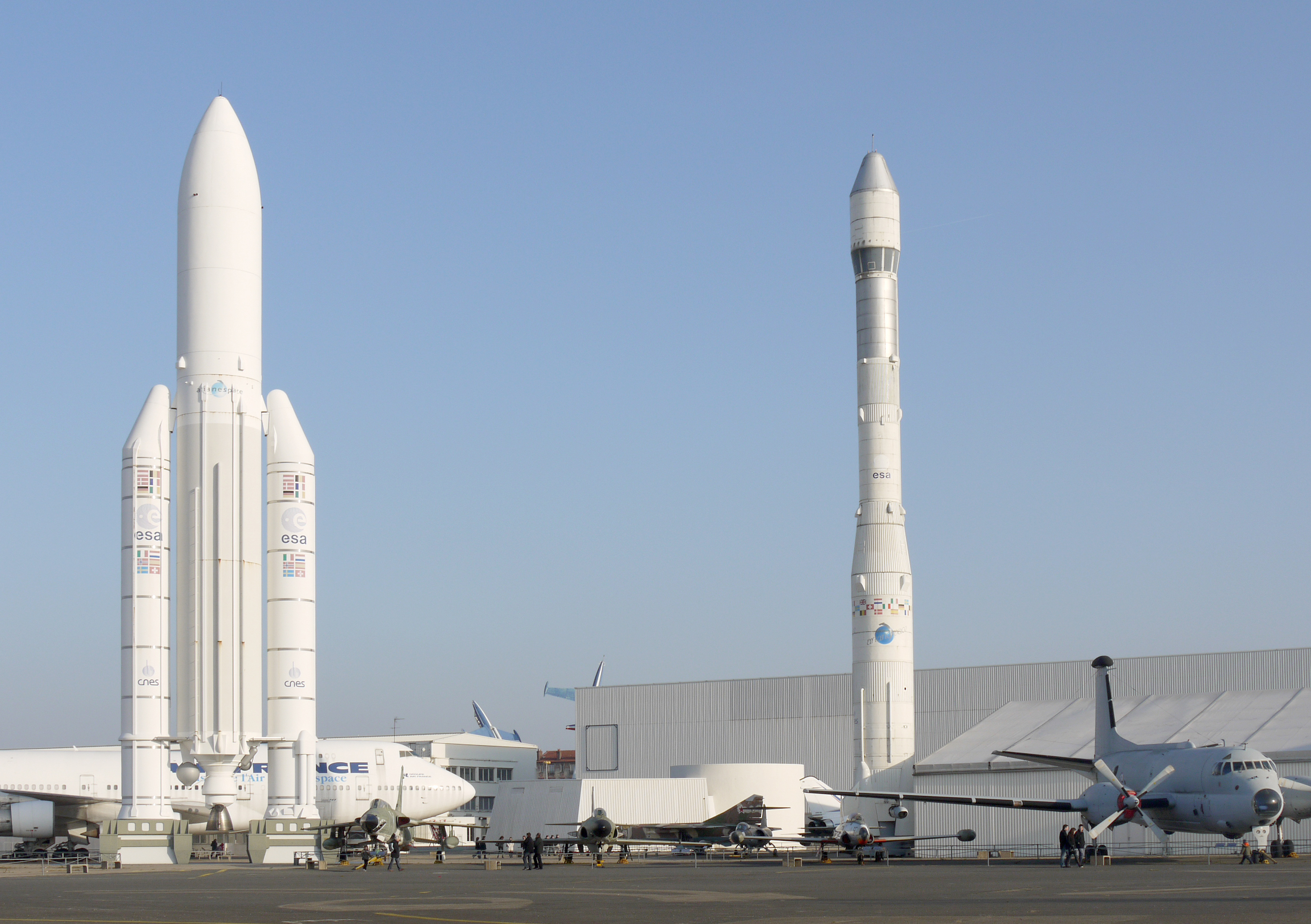
Modely raket Ariane 1 a 5

Z vrtulníků jsou zde vystaveny: Breguet G.111 (1951), Ariel (1952), Hiller 360, Sud-Est 3.111, Djinn (1953) aj. Mezi halami E a F jsou vystaveny Alouette II a Super Frelon.
Sportovní letadla jsou vystavována v hale E. Zde se nacházejí akrobatické letouny a kluzáky: Breguet 901, Siren C.30 Edelweiss, DFS Habicht, Schneider SG38, Arsenal Air 100 (1947), PZL SZD-24 Foka, Caudron C800, Emouchet SA-104, Fauvel AV-36 (1954), Castel C-301S.
Jedna z výstavních hal je věnována kosmonautice. Do této skupiny patří první francouzská raketa EA-41 (1945), makety raket Ariane 1 a Ariane 5 v měřítku 1:1 (vystavené pod širým nebem), raketa Diamant-A, dvě balistické rakety S3, vstupní modul Sojuzu T-6, motor rakety V-2, raketa Véronique a makety dalších francouzských raket.
Dále jsou vystaveny modely v měřítku 1:1 kosmických strojů: Sputnik 1, Vostok 1, Lunochod 1, SPOT-1, Arabsat, exponáty z amerického projektu Space Shuttle, skafandry apod.